# Kuldscha productaria
Kuldscha productaria là một loài bướm đêm trong họ Geometridae.